# Titicus Reservoir
Titicus Reservoir – zbiornik retencyjny w stanie Nowy Jork, w hrabstwie Westchester, należący do sieci wodociągowej miasta Nowy Jork, utworzony na rzece Titicus poprzez wybudowanie zapory wodnej, oddany do użytku w 1893 r.
Powierzchnia zbiornika wynosi 681 akrów (2,76 km2), maksymalna głębia to 60 stóp (18 m); średnia zaś to 32 stopy (9,8 m). Lustro wody położone jest 325 stóp (99 m) n.p.m. Zbiornik mieści 7 200 000 galonów amerykańskich (27 000 m3) wody.
Woda ze zbiornika wypływa poprzez rzekę Titicus, biegnąc do Muscoot Reservoir, a dalej do New Croton Reservoir.